# Angelus Oaks
Angelus Oaks (Kalifornia) – osada (census-designated place) w stanie Kalifornia, w południowo-zachodniej części hrabstwa San Bernardino. Liczba mieszkańców 289 (2000).

## Położenie
Górska osada położona w odległości ok. 131 km na wschód od Los Angeles i ok. 50 km na wschód od stolicy hrabstwa, miasta San Bernardino.
Obecna nazwa od lat 70., poprzednio Camp Angelus.